# Silene mekinensis
Silene mekinensis är en nejlikväxtart som beskrevs av Ernest Saint-Charles Cosson. Silene mekinensis ingår i släktet glimmar, och familjen nejlikväxter. Inga underarter finns listade i Catalogue of Life.